# گروه املاک کوشنر
گروه املاک کوشنر (انگلیسی: Kushner Real Estate Group) شرکت املاک و مستغلات آمریکایی است، که در سال ۱۹۷۰ توسط مورای کوشنر تأسیس شد.